# We Met at Sea
 (juin 2021).
Albums de The Pigeon Detectives
Up, Guards and at 'Em!
(2011) Broken Glances
(2017)
We Met at Sea est le quatrième album studio du groupe britannique de rock indépendant The Pigeon Detectives, publié le 29 avril 2013 par Cooking Vinyl.

## Liste des chansons
| No  | Titre             | Durée |
| --- | ----------------- | ----- |
| 1.  | Animal            | 2:40  |
| 2.  | I Won’t Come Back | 3:30  |
| 3.  | Hold Your Gaze    | 2:59  |
| 4.  | Light Me Up       | 3:05  |
| 5.  | Can’t You Find Me | 3:49  |
| 6.  | I Don’t Mind      | 3:19  |
| 7.  | Day And Month     | 4:04  |
| 8.  | Unforgettable     | 3:26  |
| 9.  | No State To Drive | 2:05  |
| 10. | Where You Are     | 2:34  |